# Lupita Ferrer
Lupita Ferrer, pseudonimo di Yolanda Guadalupe Ferrer (Maracaibo, 6 dicembre 1947), è un'attrice venezuelana di origini spagnole. Nota per le sue prolifiche apparizioni in Telenovela. È stata sposata con il produttore statunitense Hall Bartlett dal 1978 al 1982.

## Filmografia

### Cinema
- Un Quijote sin mancha - regia di Miguel M. Delgado (1969)
- El oficio más antiguo del mundo - regia di Luis Alcoriza (1970)
- I figli di Sanchez (The Children of Sanchez) - regia di Hall Bartlett (1978)
- Curdled - Una commedia pulp (Curdled) - regia di Reb Braddock (1996)
- Ana Maria in Novela Land - regia di Georgina Garcia Riedel (2015)

### Televisione
- Truhanes - serie TV (1963)
- Tú eres mi destino - serie TV (1969)
- La frontera de cristal - serie TV (1969)
- Esmeralda - serie TV (1970)
- María Teresa - serie TV (1972)
- Mariana de la noche  - serie TV (1976)
- La Zulianita - serie TV (1977)
- Julia - serie TV (1979)
- Ligia Sandoval - serie TV (1981)
- Gli anni felici - serie TV (1984)
- Cristal - serie TV (1985)
- Las dos Dianas - serie TV (1992)
- Rosangélica - serie TV (1993)
- Truhanes - serie TV (1 episodio) (1993)
- Morelia - serie TV (1995)
- Nada personal - serie TV (1996)
- Destino de mujer - serie TV (1997)
- Rosalinda - serie TV (1999)
- Amor Descarado - serie TV (2003)
- Inocente de Ti - serie TV (2004)
- Ugly Betty - serie TV (episodio pilota) (2006)
- Pecados ajenos - serie TV (2007)
- Eva Luna - serie TV (2010)
- Rosa diamante - serie TV (2012)
- Voltea pa' que te enamores (2015)
- La Fan - serie TV (2017)
- Milagros de Navidad - serie TV (2017)
- Amores que engañan - serie TV (2022)

## Doppiatrici italiane
Nelle versioni in italiano delle opere in cui ha recitato, Lupita Ferrer è stata doppiata da:
- Franca De Stradis in Gli anni felici
- Vittoria Febbi in Cristal